# E-mu Emulator
E-mu Emulator（イーミュー　エミュレータ）とは、米国E-mu systems社(以下、E-mu)が1981年から発売されていたサンプラーである。

## 概要
1980年当時、サンプラーはミュージックワークステーションの一つであるシンクラヴィア(1982)とフェアライトCMIに内蔵されていた。しかし、どちらも非常に高価な上、巨大なためほぼ会社や音楽スタジオ専用であった。1981年、E-muはサンプラー機能だけに限定したEmulatorを販売した。約300万円位だが前の２つよりも圧倒的に安く、操作も簡単な上に持ち運びやすかった、さらにフロッピーディスクで簡単にサンプルが手に入ったため、業界からの支持を得た。しかし一般人にはまだ手の届かない値段であった。

## ラインナップ

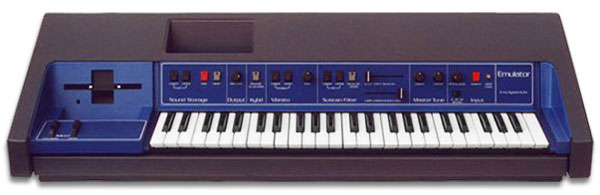
Emulator I

### Emulatorシリーズ

#### Emulator
1981年に発売された最初のモデル。生産時期により機能にばらつきがあり、初期型にはフィルタやVCA、MIDIが内蔵されていなかった。分解能8bit、サンプリング周波数は27kHz。サンプリング・タイム約2秒でメモリー容量は128KB。LOWER、UPPER各バンク1音ずつサンプリング、又はフロッピーディスクからサンプルをロードして使用する。49鍵。後期型になると、ホイール右のスペースにシーケンサーが内蔵され、E-mu純正でCV/GATEインターフェイスや、JLCooperからADSRエンベローブ・ジェネレーターと低音・高音バンク用のVCAを後付する改造「Genmod」や、RS-232C端子へ接続するMIDI端子キット等周辺機器が発売された。現在では、UVI instrumentsより「Emulation One」としてソフトウェア音源化されている。細野晴臣が使用していた。
Emulatorのサンプリング・オペレーション動画　https://www.youtube.com/watch?v=XOAdE86ZxxE

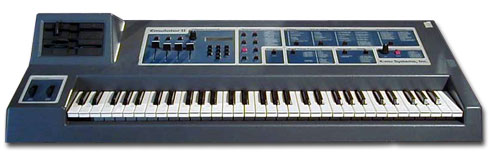
Emulator II

#### EmulatorII
1984年に発売された最もメジャーなモデル。Emulatorとは違い、パネル部分が広くなっている。機能の面でも進化しており、フィルタやエンベロープが最初からついており、LFOもついている。サンプリング周波数はEmulatorと同じ。メモリー容量は512KB(1MBまで増設可能)。61鍵。

#### EmulatorIII

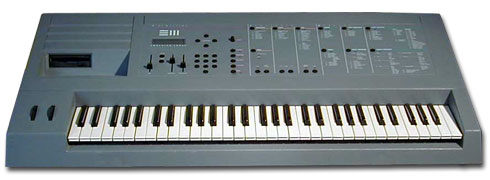
Emulator III

1988年に発売されたモデル。本体の色が青色系からグレーに変更。フロントパネル右に6個のボタンが配置されており、ボタンを押すとモジュールを呼び出して必要な作業を行うというスタイル。サンプリング周波数を録音時には44.1kHzと31kHzから、サンプリング後では7～50kHzと選べるようになった。メモリー容量は4MB(8MBまで増設可能)。
61鍵キーボードのほかラックマウント版が存在する。EIII発音数1ボイスごとにD/Aコンバータとアナログフィルターを備えており、オシレータ部分の後段は完全にアナログ・サーキットで構成されている。

#### EIIIxp
EmulatorIIIをデジタル化したラックマウントモデル。主な機能はEmulatorIIIと変わらないが、メモリー容量が8MB(32MBまで増設可能)であり、アナログ入力が省略されデジタル入出力ポートに変更されているなどの違いがある。（そもそもEIIIxpとは、EIII - XPではなく EIIIX - Pであり、「EIIIxのプレイバック版」という意味である。）

#### EmulatorIV
1996年に発売されたモデル。EmulatorIV、E64は、発音数1ボイスごとにD/Aコンバータが搭載されている。その後登場したE6400とE4Xでは簡略化された。また、16MBのサウンドROMを搭載したESynthというモデルも発売されている。EIIIxpと同じラックマウントモデルであるが、「E4k」というキーボードモデルも発売された。メモリー容量は128MB。後年、内部を新設計したE4Ultraシリーズにアップデートされた。E4Ultraではキーボードモデルが廃止されてラックマウントモジュールのみとなるほか、Proteus2000シリーズのROMを焼く機能などが追加された。